# Bão Katie (2015)
 Bão cận nhiệt đới Katie, được đặt tên không chính thức bởi các nhà nghiên cứu , là một hiện tượng thời tiết bất thường xảy ra giữa năm 2015. Sau khi mùa bão Nam Thái Bình Dương 2014–15 đã chính thức kết thúc, một cơn xoáy thuận cận nhiệt đới cực hiếm được xác định bên ngoài lưu vực gần Đảo Phục Sinh, vào đầu tháng Năm, và được gọi là Katie một cách không chính thức bởi các nhà nghiên cứu. Katie là một trong số ít hệ thống nhiệt đới hoặc cận nhiệt đới từng quan sát được hình thành ở khu vực Đông Nam Thái Bình Dương, ngoài ranh giới lưu vực chính thức 120 độ kinh tây, đánh dấu rìa phía đông của khu vực cảnh báo của RSMC Nadi và RSMC Wellington, trong thời đại vệ tinh . Do cơn bão này phát triển ngoài phạm vi trách nhiệm chính thức của các cơ quan cảnh báo ở Nam Thái Bình Dương, cơn bão không được chính thức đưa vào như một phần của mùa bão Nam Thái Bình Dương 2014–15. Tuy nhiên, cơ quan Dịch vụ thời tiết Hải quân Chile đã ban hành cảnh báo biển lớn lên hệ thống như là một xoáy thấp ngoại nhiệt đới.

## Lịch sử khí tượng

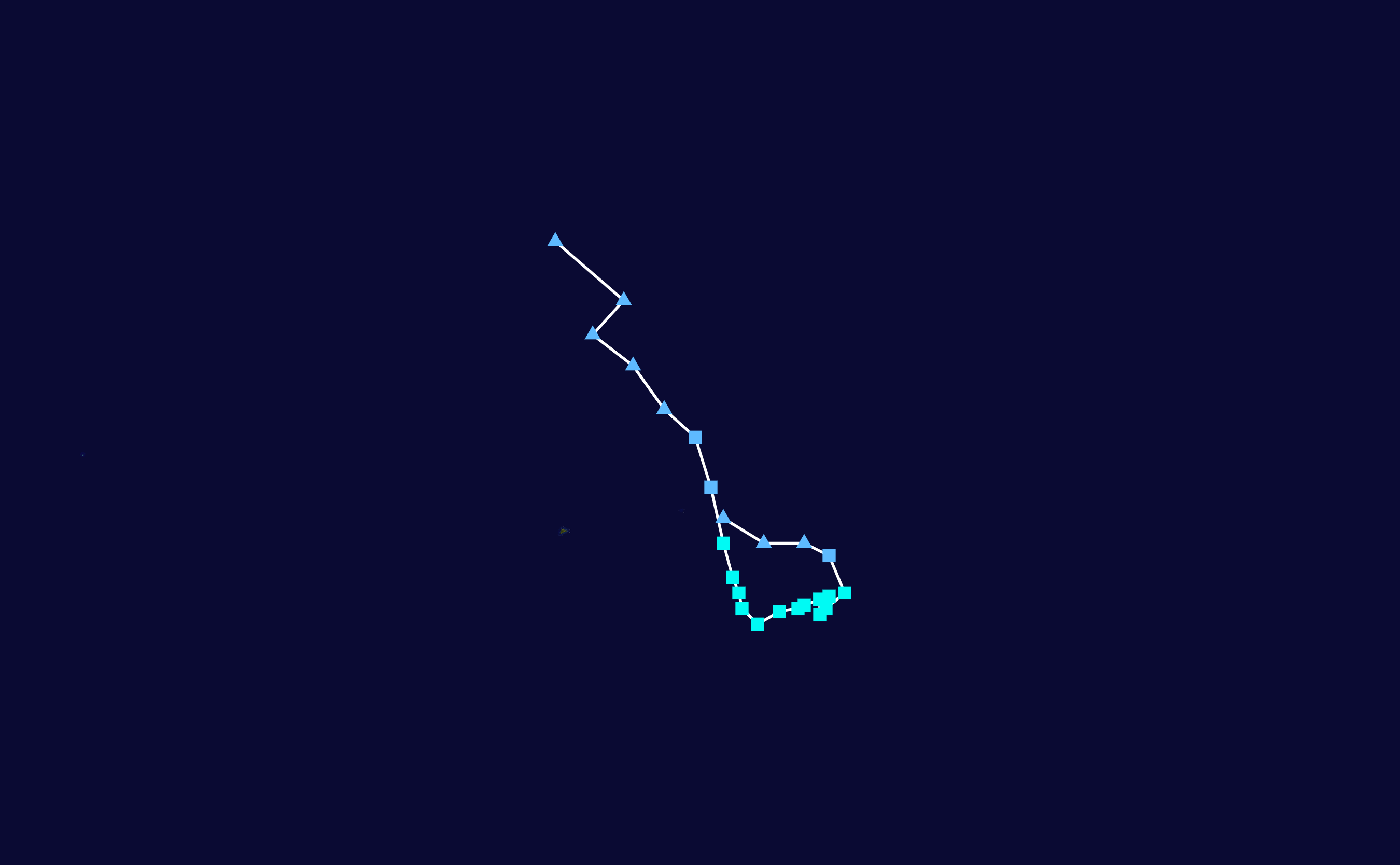
Bản đồ đường đi của cơn bão

Vào ngày 29 tháng 4 năm 2015, gần cuối mùa mưa bão Nam Thái Bình Dương 2014–15, một nhiễu động ngoại nhiệt đới đã phát triển ở vùng Đông Nam Thái Bình Dương xa xôi, trước khi chuyển sang trạng thái áp thấp cận nhiệt đới ngay sau đó. Cơn bão đã chuyển thành áp thấp cận nhiệt đới ở 102,9 độ kinh tây, ở phía đông của biên giới phía đông của lưu vực Nam Thái Bình Dương là 120 độ kinh tây. Trong khoảng thời gian này, cơ quan Dịch vụ thời tiết Hải quân Chile bắt đầu theo dõi cơn bão trong Cảnh báo biển khơi của họ, tiếp tục cho đến ngày 4 tháng 5. Trong vài ngày tiếp theo, hệ thống trôi dạt về phía tây nam, trước khi quay về phía đông nam. Vào ngày 1 tháng 5, cơn bão tăng cường thành một cơn xoáy nghịch cận nhiệt đới với cường độ bão nhiệt đới, và quay hướng về phía tây. Trong thời gian này, hệ thống gặp phải nhiệt độ nước khoảng 1 °C trên mức trung bình và cắt gió thấp, do sự kiện El Niño cực kỳ mạnh, cho phép bão tổ chức thêm. Vào ngày 2 tháng 5, cơn bão đạt tới cường độ cực đại, với sức gió tối đa 45 dặm / giờ (72 km/h), và áp suất thấp tối thiểu 993 mbar (993.0 hPa; 29.32 inHg). Khoảng thời gian này, cơn bão đã được xác định nhận dạng bởi các nhà nghiên cứu và đặt tên không chính thức là Katie. Trong ngày hôm sau, Katie từ từ di chuyển về phía tây trong khi dần suy yếu. Vào ngày 4 tháng 5, Katie suy yếu thành một áp thấp cận nhiệt đới và bắt đầu tăng tốc về phía tây bắc, đi về phía đông của Đảo Phục Sinh, trước khi suy yếu hơn nữa thành một tàn dư đối lưu. Với sự suy thoái này, Cơ quan Thời tiết Hải quân Chile đã dừng các cảnh báo về cơn bão. Vào ngày 6 tháng 5, tàn dư còn lại của Katie bị tiêu tan hoàn toàn. Trong toàn bộ hành trình tồn tại của Katie, cơn bão vẫn ở phía đông 120 độ kinh tây, bên ngoài khu vực lưu vực Nam Thái Bình Dương.

## Kỷ lục
Xoáy thuận cận nhiệt đới Katie được xác định không chính thức là cơn xoáy thuận nhiệt đới hoặc cận nhiệt đới cực đông xa thứ hai từng được quan sát ở Nam Thái Bình Dương, chuyển đổi thành một hệ thống cận nhiệt đới gần 102,9 độ kinh tây. Điều này đã phá vỡ kỷ lục trước đó khoảng 110 độ kinh tây, được thiết lập bởi một áp thấp nhiệt đới vào tháng 5 năm 1983. "Katie" cũng là hệ thống nhiệt đới hoặc cận nhiệt đới đầu tiên hình thành phía đông ranh giới phía đông của lưu vực Nam Thái Bình Dương 120 độ kinh tây kể từ một áp thấp nhiệt đới khác xuất hiện vào tháng 5 năm 1983. Tuy nhiên, tháng 5 năm 2018, kỷ lục của Katie đã bị phá bởi Xoáy thuận cận nhiệt đới Lexi, được hình thành chỉ vài trăm dặm ngoài khơi bờ biển Chile, gần 80 kinh tây. Sự hình thành xoáy thuận nhiệt đới là cực kỳ hiếm ở phía đông nam Thái Bình Dương, do nhiệt độ mặt biển lạnh tạo ra bởi dòng hải lưu Humboldt, và cũng do độ đứt gió cắt dọc không thuận lợi; vì như vậy, không có hồ sơ nào của một cơn bão nhiệt đới tác động đến miền tây Nam Mỹ. Sự hình thành xoáy thuận nhiệt đới ở vùng cực xa này của Đông Nam Thái Bình Dương là rất hiếm hoi mà chưa có cơ quan cảnh báo nào được giao cho giám sát vùng phía đông 120 độ kinh tây. Xoáy thuận được hình thành trong một sự kiện El Niño cực kỳ mạnh; các vùng nước ấm bất thường hơn 1 °C trên mức trung bình và độ đứt gió cắt dọc thấp trong khu vực có thể góp phần vào sự hình thành hiếm có của hệ thống. Mặc dù các đặc điểm quan sát của Katie phù hợp với một cơn bão cận nhiệt đới, phân tích chi tiết cho thấy cơn bão có thể đã chuyển đổi nhanh chóng thành một cơn bão nhiệt đới, vào khoảng thời gian cường độ đạt đỉnh của nó.